# Derrick (petrolio)

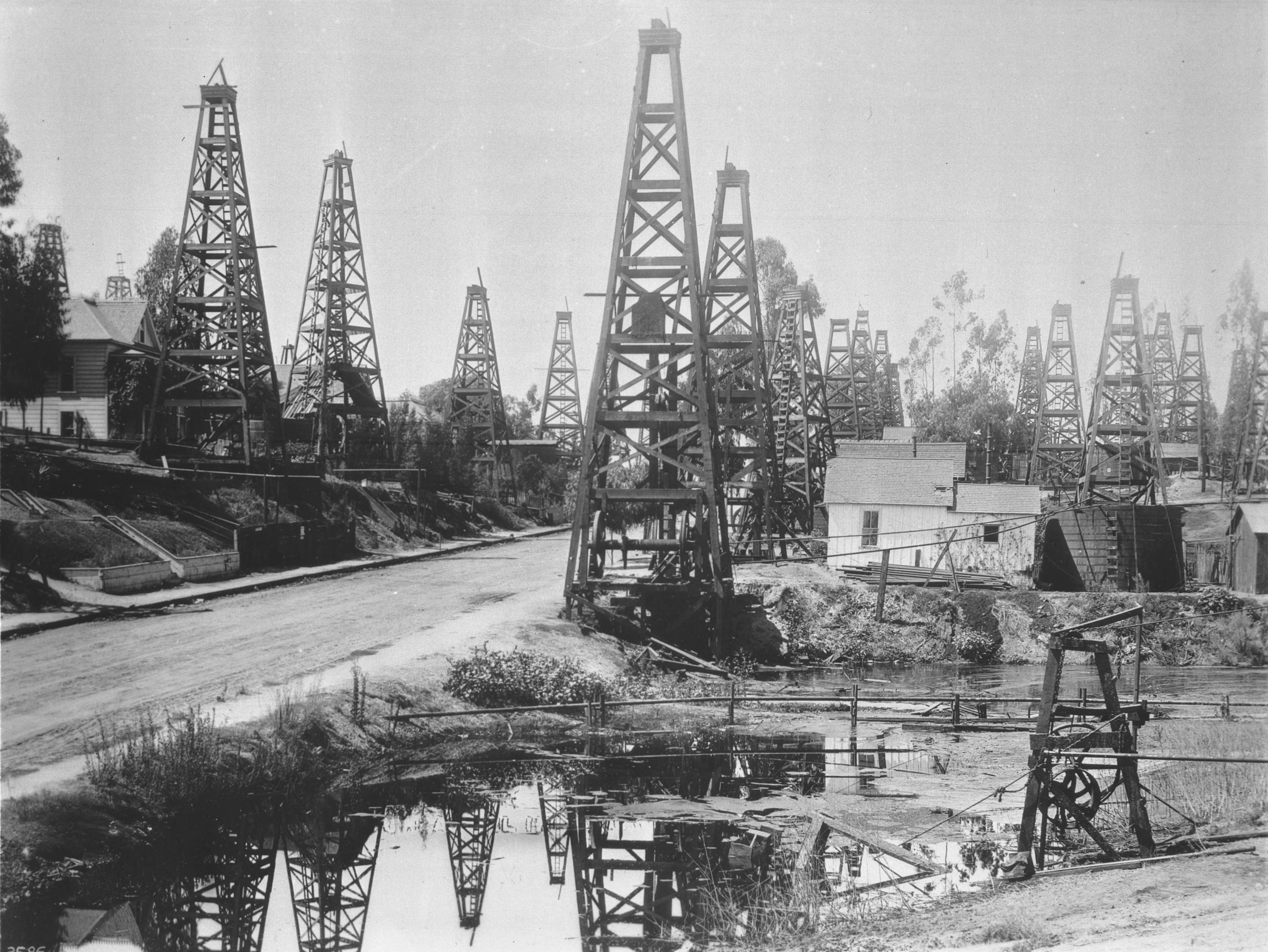
Torri di perforazione vicino a Los Angeles, 1896.

Il derrick o torre di perforazione è una torre d'acciaio usata negli impianti di perforazione del sottosuolo.
Il suo scopo è strutturale, perché serve a stoccare le aste di perforazione durante la stessa, ma anche reggere le sollecitazioni dell'impianto di iniezione del fango di perforazione, le tensioni dell'argano e il peso del top drive.
Il principale e quasi esclusivo impiego lo si ha negli impianti di perforazione petrolifera, ma può essere adoperata anche in impianti (sempre di grossa caratura) che si occupano della perforazione, per fini geotermici o per la realizzazione di pozzi d'acqua.

## Normativa
La costruzione delle torri di perforazione è regolamentata dalle norme API (American Petroleum Institute), e vale in tutto il mondo.
Le norme API sanciscono i materiali da costruzione che devono essere adoperati in funzione dell'impiego, i criteri costruttivi e progettuali, ma anche l'applicazione su ogni torre di una targhetta identificativa, che riporti il suo numero di serie, l'anno di costruzione, il nome del costruttore, le metodologie di reperibilità del costruttore, il luogo di costruzione, le caratteristiche tensili dell'acciaio adoperato per realizzarla e il numero della norma che rispetta.

## Tipi

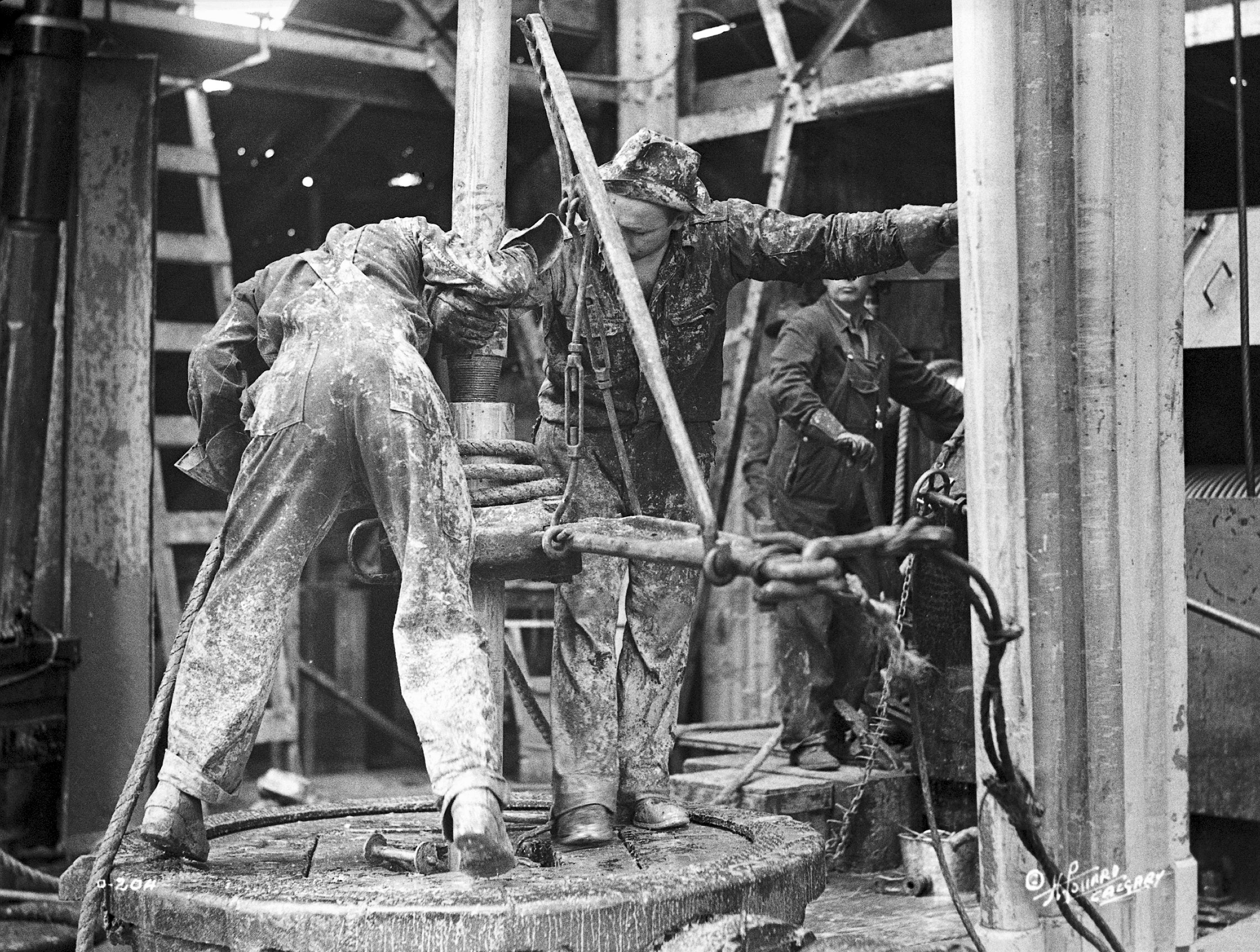
Inserimento con avvitamento di un'asta della batteria di perforazione sul piano sonda di un derrick negli anni '40

Esistono diversi tipi di torri di perforazione, progettati in funzione dell'impianto in cui devono lavorare. Possono essere anche semplici tubi telescopici, nel caso di impianti fast moving, ossia impianti di perforazione che sono facilmente e rapidamente spostabili da un cantiere all'altro.
Di norma i fast moving, sono costituiti da mezzi commerciali ossia autocarri con pianale modificato per ospitare la torre di perforazione, che come detto è di tipo telescopico.
In questo caso la torre non viene montata, ma solo comandata con un sistema di martinetti idraulici che le permettono di estendersi al massimo della sua lunghezza.
Prima di eseguire quest'operazione però, l'autocarro deve essere stato ben fissato al terreno, e la torre deve trovarsi in posizione perfettamente verticale, nonché vincolata.

## Mast
Nel caso di impianti di terra di grosse dimensioni, oppure di piattaforme petrolifere, la torre di perforazione è costituita da una travatura reticolare di profili d'acciaio stampato. Negli impianti meno moderni, la torre ha la cosiddetta configurazione mast.
È molto adoperata sugli impianti di terra, perché molto pratica e nonostante la torre sia di dimensioni ragguardevoli, può essere facilmente smontata.
Il mast infatti, è studiato per gli impianti di terra, perché se anche di grosse dimensioni, sono impianti che possono essere spostati da un punto a un altro. Può essere di due tipi, ossia box in box, oppure avere una conformazione classica.
Il mast box in box, si presenta come un parallelepipedo molto alto, formato da una serie di scatole. Ogni scatola è realizzata con delle travature di acciaio e una volta montata tramite bulloni e controdadi, viene accoppiata con un'altra scatola.
Sovrapponendo una scatola sull'altra, si realizza il parallelepipedo.
Il mast classico non può essere smontato ma solo abbattuto. Viene trasportato in posizione orizzontale, dopodiché si vincolano al terreno i due punti della base che servono come perno. Una volta eseguita quest'operazione, lo si spinge dal lato opposto ai punti perno, così da erigerlo al massimo della sua altezza, e poi si vincolano anche gli altri due punti della base. La particolarità sta nel fatto che non ha tutti i lati chiusi dalla travatura, ma solo tre.

## Derrick

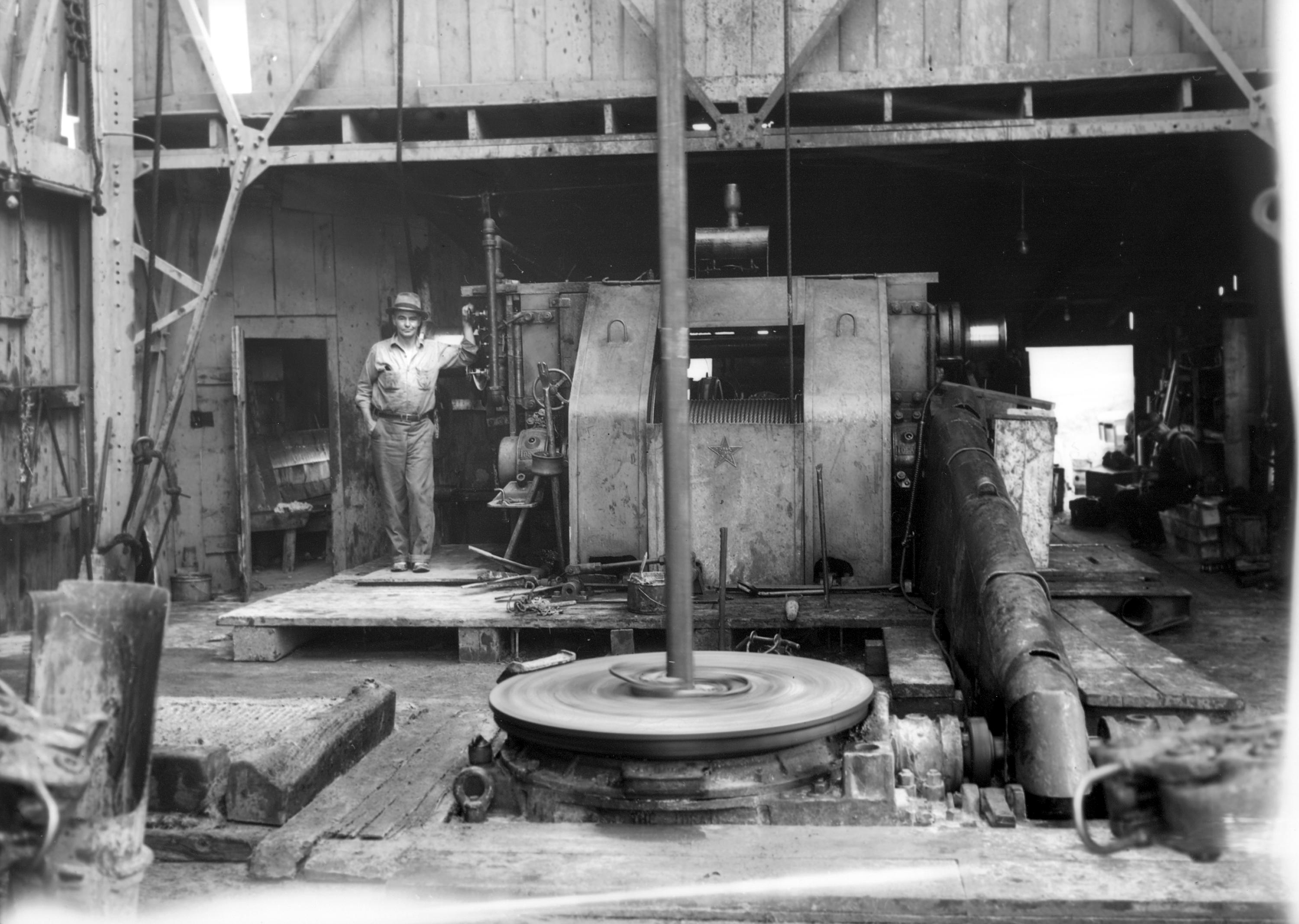
Rotazione della tavola rotary sul piano sonda

In senso stretto il derrick è uno speciale tipo di torre di perforazione, ma dato che nel campo petrolifero tutti i termini sono fortemente legati all'inglese, ed in inglese un termine per torre di perforazione non esiste, si usa derrick per estensione, anche riferito ad altri tipi di torre.
Il derrick è la più imponente tra i vari tipi di torre, ed è usata soprattutto nelle piattaforme marine.
Questo perché la piattaforma, a differenza degli impianti di terra, è soggetta al moto ondoso e alle correnti di superficie, cosicché la torre subisce delle sollecitazioni di flessione abbastanza sostenute e quindi è necessario adoperare una struttura più rigida.
Il derrick ha andamento piramidale, e rispetto alle altre torri ha una base molto più larga quindi la sua capacità di stoccaggio delle aste è decisamente superiore.
Tuttavia non è possibile stoccare le aste in condizioni di crociera della piattaforma, oppure di forte vento perché queste subirebbero il cosiddetto "effetto vela".
In pratica offrirebbero al vento una superficie tale, da poter generare una forza sulla torre molto elevata che potrebbe addirittura rovesciare la piattaforma.
In realtà esistono dei derrick usati anche negli impianti a terra, ma sono differenti da quelli delle piattaforme e sono detti derrick statici, perché non subiscono sollecitazioni dinamiche.
I derrick dinamici infatti, si usano solo nelle piattaforme o nelle navi di perforazione, e hanno caratteristiche costruttive più specifiche, in particolare sono più resistenti.
Uno dei principali parametri di queste torri, è il carico statico al gancio che esprime il massimo carico sopportabile dalla torre in condizioni statiche.
Dato che la piattaforma è sempre soggetta a movimento, il carico statico al gancio non deve essere assolutamente mai superato, perciò esiste un coefficiente che moltiplicato per il carico statico al gancio, esprime il limite di carico del derrick in particolari condizioni meteo marine.
Ovviamente il coefficiente varia in base alle condizioni di lavoro della piattaforma, ma di norma il limite massimo di lavoro è pari al carico statico al gancio diminuito del 30%.
Anche le torri derrick possono essere smontate, ma occorre molto più tempo rispetto alle strutture tradizionali. È chiaro che tutta la bulloneria (sia che la struttura sia un derrick o un mast) va serrata alla giusta coppia di serraggio.